# 12027 Masaakitanaka
12027 Masaakitanaka eller 1997 AB5 är en asteroid i huvudbältet som upptäcktes den 3 januari 1997 av den japanska astronomen Naoto Satō vid Chichibu-observatoriet. Den är uppkallad efter den japanske amatörastronomen Masaaki Tanaka.